# 三菱クラウンアワー
『三菱クラウンアワー』（みつびしクラウンアワー）は、1964年3月8日から1972年6月までフジテレビ系列局で放送されていた三菱電機提供・クラウンレコード（現・日本クラウン）協賛の歌謡番組シリーズである。フジテレビと関西テレビの共同製作。
いずれも当時流行していたレコード会社協賛の歌謡番組で、当時三菱電機の傘下になっていたクラウンレコードの所属歌手たちが持ち歌を披露していた。全5本・計8年3か月間にわたって放送された。

## 放送作品一覧
放送期間・放送時間ともに日本標準時。
- 歌謡笑学校（1964年3月8日 - 1964年5月31日） - ここから日曜 12:00 - 12:30。
- 歌うスターハイライト（1964年6月7日 - 1965年6月27日）
- 歌のプレゼント（1965年7月4日 - 1970年3月）
- みんなで手拍子! （1970年4月 - 1971年5月23日） - ここから日曜 14:00 - 14:30。
- 歌とゲストでこんにちは! （1971年5月30日 - 1972年6月） - 1971年10月以降は日曜 15:45 - 16:15。